# 부전-마산 복선전철
부전-마산 복선전철(釜田-馬山 複線電鐵)은 동해선 부전역과 경전선 마산역을 연결할 예정인 복선 전철 노선이다. 
부산에서 마산으로 가기 위하여 밀양시 삼랑진읍으로 크게 우회하는 기존 노선을 대체하고자 직선 노선을 신설하는 사업의 일환으로, 개통되면 기존 삼랑진역 경유 열차에 비해 운행 시간이 40분 정도 단축된다.

## 연혁
- 2009년 12월 31일: 국토교통부의 부전~마산 복선전철 민간투자시설사업 기본계획 고시[3]
- 2010년 7월 5일: 부전-마산 복선전철 BTL(민간시설투자사업)의 우선협상대상자가 SK건설 컨소시엄으로 선정
- 2014년 6월 29일: 착공
- 2019년 7월 29일: 신월역 계획 추가[4]
- 2020년 3월 18일: 낙동1터널 지반침하 사고 발생
- 2026년 상반기 : 개통 (예정)

## 노선 정보
- 노선 거리 : 50.2km
- 운영 기관 : 한국철도공사 부산경남본부[1], 스마트레일[2]
- 궤간 : 1,435mm(표준궤)
- 통행 방식 : 좌측 통행
- 역 수 : 7
- 보안 장치 : ATP
- 운행 차량 : KTX-이음, ITX-마음

## 역 목록
| 역명             | 로마자 역명                     | 한자 역명        | 역간 거리 | 영업 거리 | 접속 노선                                                                   | 소재지     | 소재지   | 비고                                                              |
| ---------------- | ------------------------------- | ---------------- | --------- | --------- | --------------------------------------------------------------------------- | ---------- | -------- | ----------------------------------------------------------------- |
| 부전             | Bujeon                          | 釜田             |           |           | 동해선 ● 동해선 광역전철                                                    | 부산광역시 | 부산진구 |                                                                   |
| 사상             | Sasang                          | 沙上             |           |           | 경부선 ● 부산 도시철도 2호선 ● 부산-김해 경전철 ● 부산 도시철도 5호선(예정) | 부산광역시 | 사상구   |                                                                   |
| 강서금호         | Gangseogeumho                   | 江西錦湖         |           |           |                                                                             | 부산광역시 | 강서구   |                                                                   |
| 에코델타시티     | Eco Delta City                  |                  |           |           |                                                                             | 부산광역시 | 강서구   | 북위 35° 09′ 40″ 동경 128° 57′ 04″ / 북위 35.1612° 동경 128.9510° |
| 부경경마공원     | Busan Gyeongnam Racecourse Park | 釜慶競馬公園     |           |           |                                                                             | 부산광역시 | 강서구   | 북위 35° 09′ 49″ 동경 128° 53′ 20″ / 북위 35.1637° 동경 128.8889° |
| 칠산             | Chilsan                         | 七山             |           |           | 부산신항선                                                                  | 경상남도   | 김해시   | 신호소                                                            |
| 장유             | Jangyu                          | 長有             |           |           | 부산신항선                                                                  | 경상남도   | 김해시   |                                                                   |
| 신월             | Sinwol                          | 新月             |           |           |                                                                             | 경상남도   | 김해시   | 북위 35° 13′ 37″ 동경 128° 46′ 04″ / 북위 35.2270° 동경 128.7679° |
| 진례             | Jillye                          | 進禮             |           |           | 경전선                                                                      | 경상남도   | 김해시   | 신호소                                                            |
| 창원중앙(창원대) | Changwonjungang(Chang-Weondae)  | 昌原中央(昌原大) |           |           | 경전선                                                                      | 경상남도   | 창원시   |                                                                   |
| 용강             | Yonggang                        | 龍岡             |           |           | 경전선, 덕산선                                                              | 경상남도   | 창원시   | 신호소                                                            |
| 창원             | Changwon                        | 昌原             |           |           | 경전선                                                                      | 경상남도   | 창원시   |                                                                   |
| 마산             | Masan                           | 馬山             |           |           | 경전선                                                                      | 경상남도   | 창원시   |                                                                   |

## 논란 및 사건 사고

### 낙동강 고가 횡단 논란
당초 사상역 서쪽 구간은 고가로 건설될 예정으로, 부산김해경전철의 고가와 병행 건설될 예정이었다. 
주민들은 조망권 침해 등을 이유로 고가 건설에 반대하였으나, 한국철도시설공단에서는 두 고가의 복층화나 지하화는 여건상 어렵다는 입장이었다. 논의 끝에 2010년, 해당 구간은 하저터널로 지어지는 것이 확정되었다.

### 하저터널 붕괴
2020년 3월 18일, 부산광역시 사상구 삼락동(낙동강 동쪽)의 하저터널 피난구 공사 현장에서 지반 침하 사고가 발생하였다고 알려졌다.
이후 실제로는 단순한 지반 침하가 아니라, 피난터널뿐 아니라 본선용 터널까지 일부 붕괴된 큰 사고였음이 알려지면서 논란이 일었다.
같은 해 6월 21일, 붕괴 원인 조사를 위한 진입로 확보 작업 중 민간 잠수부가 사망하는 사고가 이어졌다. 현재 붕괴 원인을 조사하는 한편, 토양 동결 공법으로 터널을 재공사하고 있다.
2025년 3월 터널붕괴 사고 구간에 대한 1조원대 추산의 막대한 복구비용을 놓고 스마트레일 측은 복수의 대형 로펌을 선임해 국토부 상대로 행정소송을 제기했다.